# Isana

Podział administracyjny imperium asyryjskiego w czasach króla Aszurbanipala z zaznaczoną lokalizacją prowincji Isana

Isana (Isāna) – w 2 połowie II tys. i 1 połowie I tys. p.n.e. asyryjska prowincja ze stolicą o tej samej nazwie, leżąca na północ od Aszur i na zachód od rzeki Tygrys. Samo miasto identyfikowane jest ze współczesnym Senn, położonym na zachodnim brzegu Tygrysu, w miejscu, w którym do Tygrysu uchodzi Wielki Zab.
Isana była prowincją asyryjską już w okresie średnioasyryjskim. W jednej ze swych inskrypcji asyryjski król Salmanasar I (1273-1244 p.n.e.) opisuje odbudowę świątyni boga Adada w jej stolicy. Począwszy od panowania Salmanasara III (858-824 p.n.e.) gubernatorzy Isany zaczynają pojawiać się w asyryjskich listach i kronikach eponimów jako urzędnicy limmu. Prowincja ta wzmiankowana jest też w jednym z listów z korespondencji Tiglat-Pilesera III (744-727 p.n.e.), w tekstach administracyjnych z czasów Sargona II (722-705 p.n.e.) oraz w listach do Asarhaddona (680-669 p.n.e.) i Aszurbanipala (669-627? p.n.e.).
Asyryjscy gubernatorzy Isany znani z asyryjskich list i kronik eponimów:
- Nergal-ilaja – pełnił urząd eponima w 830 i najprawdopodobniej w 817 r. p.n.e.[4];
- Szep-Szamasz – pełnił urząd eponima w 790 r. p.n.e.[4];
- Ana-beli-taklak – pełnił urząd eponima w 758 r. p.n.e.[4];
- Mitunu - pełnił urząd eponima w 700 r. p.n.e.[4]